# Tremplin à 3 mètres synchronisé masculin aux Jeux olympiques d'été de 2024
Navigation
Tokyo 2020 Los Angeles 2028
L'épreuve du tremplin à 3 mètres synchronisé masculin aux Jeux olympiques d'été de 2024 se déroule au Centre aquatique olympique, au nord de Paris en France, le 2 août 2024. 

## Format
La compétition se déroule en un tour unique où chacune des 8 paires effectue 6 plongeons. Les 3 meilleurs remportent les médailles d'or, d'argent et de bronze.

## Programme
| Date            | Horaire | Manche |
| --------------- | ------- | ------ |
| Vendredi 2 août | 11 h 00 | Finale |

## Médaillés
| Or                                 | Argent                               | Bronze                                       |
| Chine - Long Daoyi - Wang Zongyuan | Mexique - Osmar Olvera - Juan Celaya | Royaume-Uni - Anthony Harding - Jack Laugher |

## Résultats

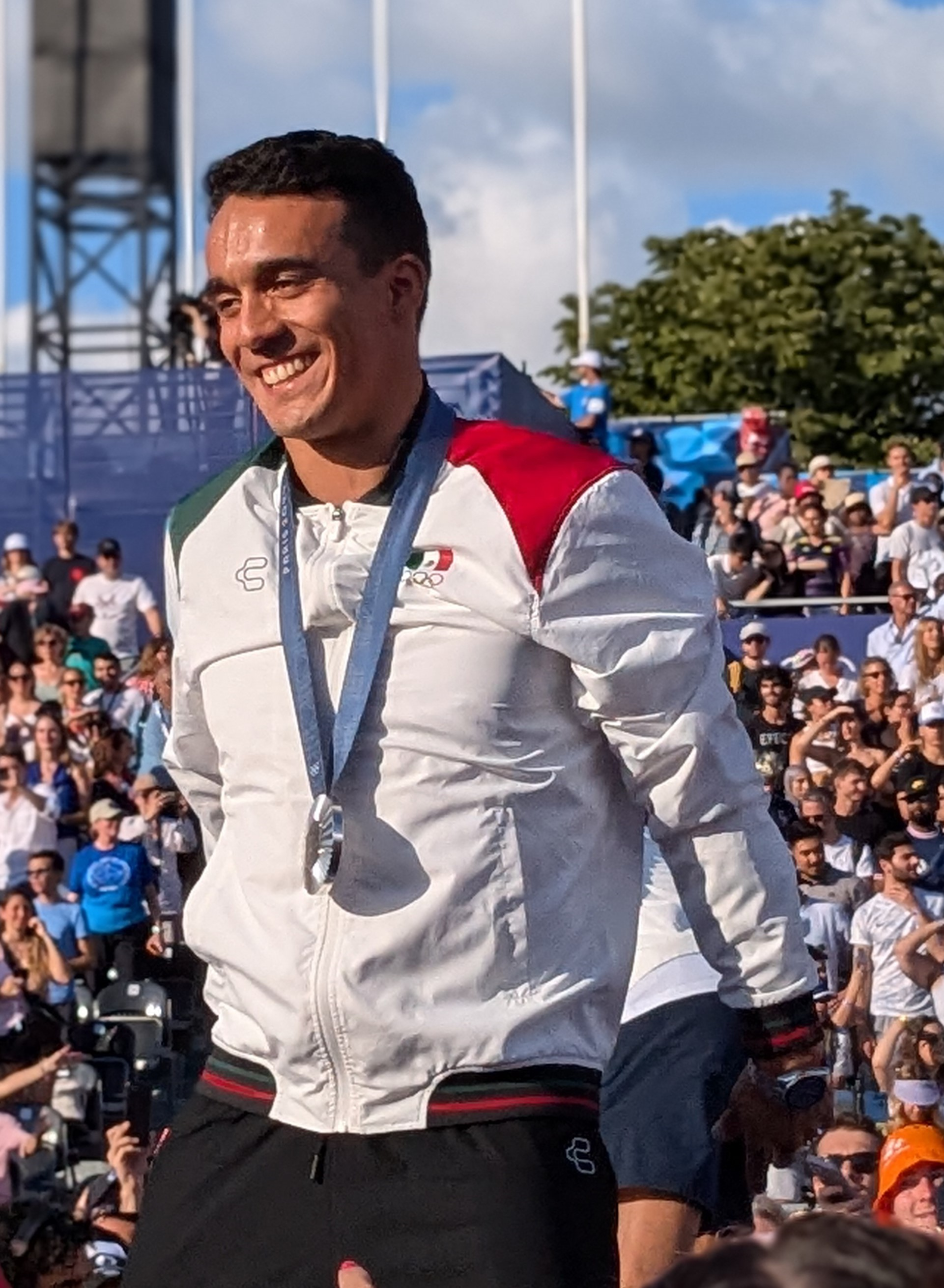
Juan Celaya célébrant sa médaille d'argent au parc des Champions.

| Rang                                | Plongeurs                             | Pays        | Plongeons | Plongeons | Plongeons | Plongeons | Plongeons | Plongeons | Total  |
| Rang                                | Plongeurs                             | Pays        | 1         | 2         | 3         | 4         | 5         | 6         | Total  |
| ----------------------------------- | ------------------------------------- | ----------- | --------- | --------- | --------- | --------- | --------- | --------- | ------ |
| Médaille d'or, Jeux olympiques      | Long Daoyi Wang Zongyuan              | Chine       | 54,60     | 52,80     | 79,56     | 77,70     | 85,68     | 95,76     | 446,10 |
| Médaille d'argent, Jeux olympiques  | Juan Celaya Hernandez Osmar Olvera    | Mexique     | 49,80     | 46,80     | 82,62     | 85,68     | 84,36     | 94,77     | 444,03 |
| Médaille de bronze, Jeux olympiques | Anthony Harding Jack Laugher          | Royaume-Uni | 49,80     | 49,20     | 82,62     | 76,50     | 85,41     | 94,62     | 438,15 |
| 4                                   | Lorenzo Marsaglia Giovanni Tocci      | Italie      | 50,40     | 48,00     | 73,47     | 82,62     | 74,46     | 74,10     | 403,05 |
| 5                                   | Jules Bouyer Alexis Jandard           | France      | 47,40     | 47,40     | 69,36     | 60,42     | 77,52     | 67,20     | 369,30 |
| 6                                   | Adrián Abadia Nicolás Garcia Boissier | Espagne     | 47,40     | 45,00     | 64,80     | 69,75     | 72,45     | 62,22     | 361,62 |
| 7                                   | Oleh Kolodiy Danylo Konovalov         | Ukraine     | 47,40     | 43,80     | 58,14     | 67,89     | 62,70     | 68,34     | 348,27 |
| 8                                   | Tyler Downs Greg Duncan               | États-Unis  | 49,80     | 48,60     | 37,74     | 72,42     | 64,05     | 73,47     | 346,08 |